# Pierzchnica
Pierzchnica is een dorp in het Poolse woiwodschap Święty Krzyż, in het district Kielecki. De plaats maakt deel uit van de gemeente Pierzchnica en telt 870 inwoners.